# 沃村 (加来海峡省)
沃村（法語：Vaulx，法語發音：[vo]）是法国上法兰西大区加来海峡省的一个市镇，属于阿拉斯区。

## 地理
沃村（50°16'3"N, 2°5'49"E）面积4.92 平方千米，位于法国上法蘭西大區加来海峡省，该省份为法国北部沿海省份，西北濒北海，南至索姆省，东临北部省。
与沃村接壤的市镇（或旧市镇、城区）包括：克-欧迈尼勒、欧克西堡、比尔欧布瓦、热讷伊韦尔尼、阿拉韦讷、勒蓬谢勒。
沃村的时区为UTC+01:00、UTC+02:00（夏令时）。

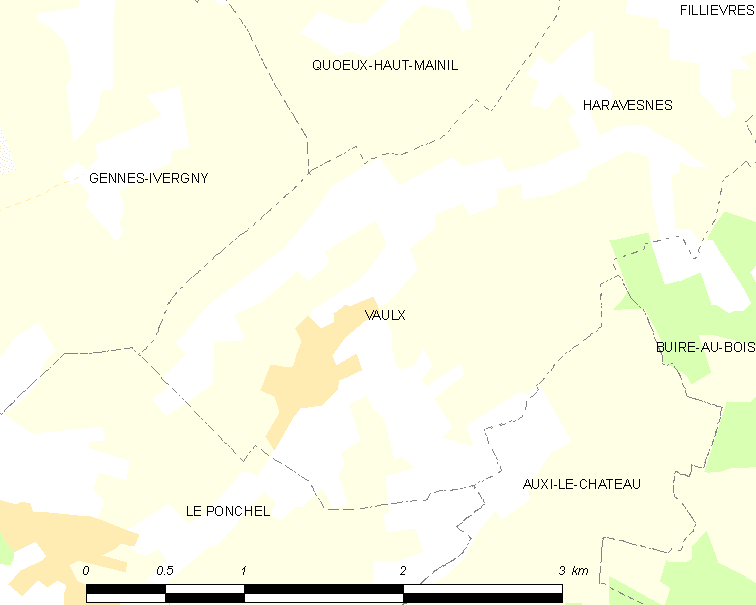
沃村的OSM定位图

## 行政
沃村的邮政编码为62390，INSEE市镇编码为62838。

## 政治
沃村所属的省级选区为欧克西堡县。

## 人口

1962-2008年间沃村人口变化图示

沃村于2022年1月1日时的人口数量为94人。